# Cesare De Franchi Toso
Il Serenissimo Cesare De Franchi Toso (Genova, 1666 – Genova, 1739) fu il 146º doge della Repubblica di Genova e re di Corsica.

## Biografia

Stemma nobiliare dei Toso

Nativo di Genova, figlio di Federico De Franchi Toso, in un periodo intorno al 1666, Cesare De Franchi Toso ricoprì dalla maggiore età numerosi incarichi pubblici per lo stato genovese.
La sua elezione a doge della Repubblica di Genova avvenne l'8 ottobre del 1721: il centounesimo in successione biennale e il centoquarantaseiesimo nella storia repubblicana. In qualità di doge fu investito anche della correlata carica biennale di re di Corsica.
Nel suo mandato sono ricordati alcuni fatti di rilievo e documentati negli annali genovesi. Il primo riguardò una forte presa di posizione del doge, ma pure della nobiltà patrizia in generale, verso una causa dell'ordine dei Gesuiti contro il rispettivo ordine dei Carmelitani che, a Genova, vide invece l'appoggio del popolo. Uno scontro tra ordini religiosi che causò l'11 gennaio 1723 la mancata partecipazione dei gesuiti ad una processione promossa per il pericolo scampato dal contagio della peste e che solo in seguito si concluse con un diretto pronunciamento - a favore dei secondi - da parte dell'arcivescovo di Genova Lorenzo Maria Fieschi.
In campo economico un'ordinanza del doge De Franchi Toso aumentò del 10% le tasse sulle mercanzie e sui prodotti provenienti dal Granducato di Toscana (ciò provocò un tracollo dei traffici commerciali tra i due stati confinanti) e limitò sfarzi e lussi soprattutto per la fascia più popolare e ai margini della nascente nobiltà salvaguardando, per contro, chi di fatto poteva permettersi tale sfoggio di preziosi ornamenti, dai vestiti ai gioielli passando alle decorazioni e livree delle carrozze. Esentati dalle norme furono inoltre gli organi e le cariche istituzionali, con a capo lo stesso doge.
Terminò il dogato l'8 ottobre del 1723, continuò a servire la repubblica in altri impieghi pubblici e nel 1734 sfiorò un secondo mandato a doge - previsto e non precluso dalle leggi - che portò invece all'elezione di Stefano Durazzo. Morì a Genova nel corso del 1739 ove fu sepolto nella chiesa di San Francesco di Castelletto.